# Miyao Tomiko

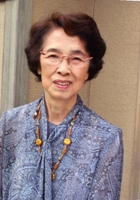
Miyao Tomiko, 2009

Miyao Tomiko (jap. 宮尾 登美子; * 13. April 1926 in Kōchi, Präfektur Kōchi; † 30. Dezember 2014) war eine japanische Schriftstellerin.

## Leben und Wirken

### Frühe Jahre
Miyao Tomiko wurde in einer Familie geboren, die eine Geisha- und Prostitutionsagentur betrieb. Sie mochte das Familienunternehmen nicht und wollte so schnell wie möglich von zu Hause weg. Sie verließ die Stadt Kochi nach dem Abschluss der Mädchenschule und wurde Ersatzlehrerin in einer Berggegend und heiratete im Alter von 17 Jahren. Im März 1945 reiste sie mit ihrer neugeborenen Tochter und ihrem Ehemann, einem Lehrer, in die ehemalige Mandschurei, ein Kriegsgebiet, und erlebte dort die baldige Niederlage. Das Leben im Lager nach dem Krieg war ein Kampf gegen den Hunger. Sie konnte ein Jahr später nach Japan zurückkehren, gehörte zu den wenigen Familien mit kleinen Kindern.
Wieder in Japan erkrankte Miyao an Tuberkulose, die damals ja noch als tödliche Krankheit galt. Motiviert von ihrem Wunsch, für ihre Tochter ihre harten Erfahrungen in der Mandschurei festzuhalten, begann sie zu schreiben. Dieser Gedanke sollte später in dem Buch „Shuka“ (朱夏)  – „Sommer“ (1985) zum Tragen kommen. Die Tuberkulose-Erkrankung verschwand glücklicherweise von alleine. 1962 gewann sie den „Women's Koron Women's Rookie Award“ (婦人公論女流新人賞, Fujin kōron joryū shinjin shō) für „Ren“ (連) – etwa „Die Gruppe“, den sie unter dem Namen geschrieben von „Maeda Tomiko“ veröffentlichte. Nach Scheidung und Wiederheirat mit dem Journalisten Miyao Masao zog sie 1966 nach Tokio und widmete sich neben ihrer Arbeit als Zeitschriftenredakteur dem Schreiben. 1976 entstanden „Yōkirō“ (陽暉楼), ein Roman über ein Mädchen, das von der Familie zwölfjährig an das Freudenhaus Yōkirō in die Prostitution verkauft und später Geisha wird, und „Iwago oboe-gaki“ (岩伍覚え書) – „Aufzeichnungen zu Iwago“, ein Buch, das auf den Tagebüchern ihres Vaters beruht.

### Siebziger und Achtziger Jahre
1973 gewann Miyao den Dazai-Osamu-Preis für ihren autobiografischen Roman „Kai“ (櫂) – „Das Ruder“, der im Selbstverlag erschienen war. Der Roman, der auf dem Familienunternehmen ihres Geburtsortes basiert, war ein Ansatz, sich von ihrem Minderwertigkeitskomplex zu befreien. Danach widmete sie sich anderen Themen zu und wurde allmählich breiter bekannt. Neben ihren autobiografischen Romanen schrieb sie auch viele Romane, denen das Schicksal wirklicher Frauen zugrunde lag, die mit hohen Ansprüchen lebten und sich gegen das Schicksal auflehnten. Für „Kantsubaki“ (寒椿) – „Winterkamelie“ erhielt Miyao 1977 den Frauenliteraturpreis, für „Ichigen no koto“ (一絃の琴) – „Die einsaitige Koto“, das sich mit zwei weiblichen Darstellern des traditionellen einsaitige Koto befasst und in der Provinz Tosa spielt, im Folgejahr den Naoki-Preis.
In den 1980er Jahren wurden alle ihre Bücher zu Bestsellern., und viele von ihnen wurden zu Filmen, Bühnenstücken und Fernsehdramen verarbeitet, was eine „Miyao-Boom“ auslöste. „Kiryūin Hanako no shōgai“ (鬼龍院花子の生涯) – „Das Leben von Kiryūin Hanako“, veröffentlicht 1980, wurde zu einem Film mit der früh verstorbenen Masako Natsume (夏目 雅子, Natsume Masako, 1957–1985) in der Hauptrolle. 1983 gewann sie den „Yoshikawa-Eiji-Literaturpreis“ (吉川英治文学賞) für „Jo no Mai“ (序の舞) – „Einleitender Tanz“, der sich mit der Malerin Uemura Shōen befasst, der ersten Frau, die mit dem japanischen Kulturorden ausgezeichnet wurde.
Nach dem Roman „Kyara no kaori“ (伽羅の香) – „Duft des Aloeholzes“ 1981 erschien 1982 der Erzählungsband „Yamamomo no ureru koro“ (楊梅の熟れる頃) – „Wenn der Pimentbaum reift“. „Jo no mai“ (序の舞) – „Einleitender Tanz“ 1982 – ausgezeichnet mit dem „Yoshikawa-Eiji-Literaturpreis“ – befasst sich mit dem Leben der Malerin Uemura Shōen, der ersten Frau, die mit dem japanischen Kulturorden ausgezeichnet wurde.

### Späte Jahre
Dann begann sich Miyao mit großen Themen auf der Grundlage historischer Figuren zu beschäftigen. 1996 erschien „Kleopatra“ 1996, von 2001 bis 2004 „Miyao-hon Heike monogatari“ (宮尾本　平家物語) – „Miyao-Buch Heike Monogatari“, das unter dem Titel „Yoshitsune“ (義経) 2005 als NHK-Drama gesendet wurde. 2007 erschien „Tenshōin Atsuhime“ (天璋院篤姫), das als „Atsuhime“ im Jahr 2008 ebenfalls im Fernsehen zu sehen war.
Miyao schrieb nur einige Manuskriptseiten pro Tag und sagte, wenn sie mehr schreiben würde, würde der Inhalt zu dünn werden. Das Schreiben von „Kai“ dauerte neun Jahre, und „Ki-no-ne“ (柝の音) – „Der Klang der Zypresse“ 1990 brauchte mehr als 30 Jahre von der Konzeption bis zur tatsächlichen Veröffentlichung als Serie im Asahi Shimbun. 2008 erhielt sie den Kikuchi-Kan-Preis und 2009 wurde sie als Person mit besonderen kulturellen Verdiensten geehrt.
Im Herbst 2014 wurde Miyao mit einem Knochenbruch ins Krankenhaus eingeliefert. Sie versuchte, sich zu Hause zu erholen, starb noch im selben Jahr an Altersschwäche. Es heißt, dass das nächste Werk ein autobiografisches sein sollte, an dem sie über die Hälfte ihres Lebens geschrieben habe, aber nicht mehr realisieren konnte.